# Sói núi Bắc Rocky
Sói núi Bắc Rocky (Canis lupus irremotus) là một phân loài của sói xám sinh sống ở phía bắc dãy núi Rocky. Loài sói này có bộ lông sáng màu, kích thước từ trung bình đến khá lớn, có xương trán hẹp và dẹt. Vào ngày 9 tháng 3 năm 1978, phân loài này được đưa vào nhóm các loài có nguy cơ tuyệt chủng, nhưng sau đó tuyên bố này đã bị bác bỏ vào năm 2000 do sự tác động của Kế hoạch phục hồi sói núi Bắc Rockey.
Vào ngày 6 tháng 8 năm 2010, loài sói núi Bắc Rocky bị tuyên bố buộc phải quay trở lại dưới sự bảo vệ của Đạo luật về các loài có nguy cơ tuyệt chủng của Thẩm phán địa phương Donald Molloy trong một quyết định đảo ngược phán quyết trước đây của Cục Cá và Động vật hoang dã Hoa Kỳ. Tuy vậy, phân loài này đã bị đưa ra khỏi danh sách các phân loài có nguy cơ tuyệt chủng vào ngày 31 tháng 8 năm 2012 vì các bang Idaho, Montana và Utah có đủ số lượng sói sinh sống tối thiểu so với tiêu chuẩn đánh giá các phân loài được coi là ổn định. Loài sói này được công nhận là một phân loài của Canis lupus bởi cơ quan phân loại các loài động vật có vú trên thế giới (2005).
Sói núi Bắc Rocky thường nặng từ 32 đến 68 kg và chiều cao khi đứng ước tính khoảng từ 66 đến 81 cm. Các thông số về cân nặng và chiều cao trên biến loài sói này trở thành một trong những phân loài có kích thước lớn nhất của sói xám. Chó sói núi Bắc Rockey là một loài động vật có bộ lông nhạt màu sống trên dãy núi Rocky. Bộ lông của loài sói này có nhiều màu sắc, trong đó tỷ lệ màu trắng nhiều hơn màu đen. Bộ lông của loài sói này thường là màu đen phối với các màu nhạt khác.